# Борис Брејха
Борис Брејха (чеш. Boris Brejcha) је немачки техно Ди-џеј и продуцент, рођен 26. новембра 1981. године у Лудвигсхафену на Рајни, Рајна-Палатинат. Свој музички стил описује као „High-Tech Minimal". Он користи "Џокер маску" као свој потпис, а инспирисан је карневалом у Рију, у време када је први пут наступао. Од тада наступа у клубовима широм света и на неким од највећих музичких фестивала као што су Тумороуленд (енгл. Tomorrowland), Тајмворп (енгл. Timewarp) и Егзит (енгл. Exit) фестивал. Борис и његови пријатељи Ан Клу и Дениз Бул су 2015. основали етикету „Fckng Serious". У августу 2019. године први пут је наступао на Ибици у клубу Хај Ибица.  Дана 24. јануара 2020. године Брејхаје објавио свој шести албум Спејс Драјвер (Space Driver). То је његов први албум за издавачку кућу Ултра рекордс (Ultra Records).

## Детињство и каријера
Са 6 година био је жртва катастрофе на авионској представи рамштајн. То му је задало тешке последице и утицало на његов поглед на живот у целини. Борис Брејхаје током детињства студирао музичко образовање. 
Његова прва два издања 2006. године, „Monster“ и „Yellow Kitchen“, објављена су на берлинској етикети Аутист рекордс (eng. Autist Records). Неколико албума касније, Борис је прешао из Аутист Рекордса у Хартхаус (eng. Harthouse). Са нумерама попут "Die Maschinen Sind Gestrandet" и "Lost Memory", он је комбиновао свој јединствени звук са највише варијанти. Следствено томе, постао је „изузетан таленат 2007“ у часопису електронске музике Raveline. 
Борис је такође створио свој други псеудоним под називом „АNNА“ 2007. године и имао је неколико револуционарних издања на Autist Records. После четири године турнеје, три албума и пуно синглова, Борис је постао стални фаворит на данашњој клупској сцени. Својом амбицијом и жељом за новим и експерименталним музичким правцима, он публици показује изнова и изнова како узбудљив Минимал Техно може бити - много више од конгломерата понављајућих и пуристичких елемената.
Борис је 2012. створио сопствени музички жанр „High-Tech Minimal“ који се често назива „the intelligent music of tomorrow“. После седам година заједничког рада са Harthouse-ом и његовим четвртим албумом „Feuerfalter", Борис је основао сопствену етикету под називом „Fckng Serious".
Почетком 2016. Борис је издао свој пети албум под називом „22“. Његова невероватна страст према музици комбинована са дугогодишњим искуством продуцента за различите жанрове споји се у овај ексклузивни карактеристични и врло посебан звук. Поред тога, Борис је створио сопствену емисију „Boris Brejcha In Concert" коју је први пут снимио у Бразилу 2016. Ови догађаји, комбинација синхронизованих визуелних ефеката, његове Џокер маске и његове музике, посебно су и јединствено искуство. 
Етикета „Fckng Serious" је 2017. године била први издавач електронске музике која је направила европску турнеју са читавом екипом која путује ноћним бродом кроз Европу и свира 10 наступа у 12 дана. Као рок звезде! Само годину дана касније, видели смо и Бориса како очекује свој дуго очекивани деби на Тумороуленду, Егзит фестивалу, као и легендарном Тајм Ворпу. 
Друга распродана аутобусна тура, овог пута кроз Француску, поново се показала успешном. Очигледно, ствари нису постале спорије, али чак и веће него икад пре. Борисова прича о успеху добила је додатно појачање у 2019. Већ поседује статус суперзвезде широм света, али то још није довољно. За неколико минута распродао је огромне клубове у Америци и готово га сви знају. Немогуће је замислити Техно сцену без њега и он је тамо зарадио своје место. Многи нови синглови појавили су се 2019. године, а број његових слушалаца говорио је у великом броју.
Од 2019. године Борис је такође под уговором са познатим издавачем „Ultra Music“. Његова музика је такође пуштена на радију. Својим специјално креираним емисијама „Boris Brejcha In Concert" пунио је огромне дворане са до 15.000 људи без икаквих проблема. Његова прича о успеху 2020. године постаје још више обећавајућа него претходне године. Годину је започео дугоочекиваним албумом „Space Driver“ и већ је имао наступ на немачкој телевизији. Његово име већ краси бројне поставе најпознатијих фестивала широм света. САД, Бразил, Аргентина, Италија, Шпанија, Чиле, Колумбија само су неке од земаља у којима ће Борис поново наступати ове године. Осим документарца о његовом животу, ове године можемо очекивати бројна нова изненађења.

## Дискографија

### Албуми
- 2007: Die Maschinen Kontrollieren Uns
- 2008: Mein Wahres Ich
- 2010: My Name Is
- 2011: My Name Is – The Remixes
- 2013: Feuerfalter – Part01
- 2014: Feuerfalter – Part02
- 2014: Feuerfalter – Special Edition
- 2016: 22
- 2016: Dj Mixes Single Tracks
- 2020: Space Diver

### Синглови
- 2006: Monster
- 2006: Yellow Kitchen
- 2007: Fireworker Remixes
- 2007: White Snake
- 2007: Outer Space
- 2007: Die Maschinen Sind Gestrandet
- 2007: Die Milchstraße
- 2007: Who Is Your Man
- 2008: Lost Memory
- 2008: Aquilah
- 2009: Joystick
- 2009: Commander Tom
- 2009: Magic Gum
- 2009: Schaltzentrale
- 2010: Diffusor
- 2011: Sugar Baby
- 2011: James Bond
- 2011: Rührschüssel
- 2012: Schaltzentrale The Remixes
- 2012: Farbenfrohe Stadt
- 2012: Der Mensch Wird Zur Maschine
- 2012: That’s The Funky Shit
- 2013: Der Alchemyst
- 2013: We Go
- 2013: Everybody Wants To Go To Heaven
- 2014: Hashtag
- 2015: SAW
- 2015: Schleierwolken
- 2015: R U FCKNG SERIOUS
- 2015: I Am The Joker
- 2015: Everybody Wants To Go To Heaven – Remixes
- 2015: Young And Stupid
- 2015: S.P.A.C.E.
- 2016: Out Of Brain
- 2016: Acid Attack
- 2016: Sir Ravealot
- 2016: FEAR
- 2017: Space Gremlin
- 2017: Bleeding Heart
- 2018: Devil
- 2019: Gravity (feat. Laura Korinth)
- 2019: Happinezz (feat. Ginger)
- 2019: Never Look Back
- 2020: To the Moon And Back (feat. Ginger)
- 2020: Lieblingsmensch